# Patrouille militaire aux Jeux olympiques de 1948
Pour un article plus général, voir Jeux olympiques d'hiver de 1948.
La course de patrouille militaire aux Jeux olympiques d'hiver de 1948 s'est déroulée le 8 février 1948 à Saint-Moritz, en Suisse. L'épreuve, combinant ski de fond et tir au fusil, se disputait par équipes de quatre. Ce sport de démonstration est présent aux Jeux olympiques pour la dernière fois en 1948. Il est l'ancètre du biathlon (ce dernier fera son apparition comme sport officiel aux Jeux olympiques d'hiver de 1960). L'épreuve a été remportée par l'équipe suisse. Le patrouilleur tchécoslovaque Karel Dvořák a décrit le temps comme extrêmement doux avec une température d'environ 0 degré le matin au point de départ en haut du téléphérique (2486 mètres) au sommet de la montagne Corviglia. Les participants portaient un équipement militaire, un sac de 10 kg sur le dos et un fusil militaire. Seuls les officiers, les chefs de patrouille, avaient des pistolets et ne participaient pas à la séance de tir. À l'endroit du tir, les patrouilleurs devaient tirer sur trois ballons en caoutchouc à une distance de 150 mètres. Chaque tir réussi donnait un bonus de temps d'une minute à l'équipe.

## Classement
| Rang | Équipe                                                                               | Temps             | Bonus de temps (tirs réussis) | Temps final       |
| ---- | ------------------------------------------------------------------------------------ | ----------------- | ----------------------------- | ----------------- |
| 1    | Suisse (Robert Zurbriggen, Heinrich Zurbriggen, Vital Vouardoux, Arnold Andenmatten) | 2 h 39 min 25 s 0 | 5                             | 2 h 34 min 25 s 0 |
| 2    | Finlande (Eero Naapuri, Vilho Ylönen, Mikko Meriläinen, Tauno Honkanen)              | 2 h 46 min 23 s 0 | 9                             | 2 h 37 min 23 s 0 |
| 3    | Suède (Edor Hjukström, Holger Borgh, Karl Gustav Ljungquist, Fride Larsson)          | 2 h 45 min 03 s 0 | 4                             | 2 h 41 min 03 s 0 |
| 4    | Italie (Costanzo Picco, Aristide Compagnoni, Giacinto De Cassan, Antenore Cuel)      | 2 h 52 min 03 s 0 | 2                             | 2 h 50 min 03 s 0 |
| 5    | France (Émile Paganon, Marc Benoît-Lizon, Ulysse Bozonnet, Gilbert Morand)           | 3 h 01 min 35 s 0 | 7                             | 2 h 54 min 35 s 0 |
| 6    | Tchécoslovaquie (Vojtech Pavelica, Karel Dvořák, Jaroslav Šír, Oto Skrbek)           | 3 h 16 min 26 s 0 | 6                             | 3 h 10 min 26 s 0 |
| 7    | Roumanie (Ştefan Ionescu, Constantin Vlădea, Niculae-Cornel Crăciun, Ion Kasky)      | 3 h 24 min 24 s 0 | 8                             | 3 h 16 min 24 s 0 |
| 8    | États-Unis (Donald Weihs, Stanley Walker, Henry Dunlap, Lorentz Eide)                | 4 h 38 min 58 s 0 | 3                             | 4 h 35 min 58 s 0 |